# Abano Associazione Calcio Femminile Milano 1968
Questa voce raccoglie le informazioni riguardanti l'Abano Associazione Calcio Femminile Milano nelle competizioni ufficiali della stagione 1968.

## Stagione
Il presidente Valeria Rocchi si accorda con il comune di Abano Terme e ottiene la possibilità di giocare le proprie gare interne allo Stadio delle Terme durante le vacanze estive. Aderisce al campionato indetto dall'U.I.S.P. vestendo i colori dell'A.C. Abano.

## Rosa
| N. |                   | Ruolo | Calciatrice  |
| -- | ----------------- | ----- | ------------ |
| 1  | Italia (bandiera) | P     | Colombo      |
| 3  | Italia (bandiera) | D     | Corbellini   |
| 2  | Italia (bandiera) | D     | Cucchi       |
| 9  | Italia (bandiera) | A     | Rosa Cunzolo |
| 5  | Italia (bandiera) | C     | De Floriano  |
| 1  | Italia (bandiera) | P     | Esposito     |
| 4  | Italia (bandiera) | C     | Este         |
| 8  | Italia (bandiera) | A     | Ferranti     |
| 6  | Italia (bandiera) | C     | Gomiero      |
| 11 | Italia (bandiera) | A     | Greni        |

| N. |                   | Ruolo | Calciatrice     |
| -- | ----------------- | ----- | --------------- |
| 7  | Italia (bandiera) | C     | Antonia Mauri   |
| 12 | Italia (bandiera) | P     | Lamorte         |
| 6  | Italia (bandiera) | C     | Morbiato        |
| 11 | Italia (bandiera) | A     | Bruna Pantano   |
| 10 | Italia (bandiera) | A     | Patrizia Rocchi |
| 3  | Italia (bandiera) | D     | Nadia Romano    |
| 6  | Italia (bandiera) | C     | Trizio          |
| 5  | Italia (bandiera) | C     | Carmela Varone  |
| 9  | Italia (bandiera) | A     | Zappella        |

## Risultati

### Serie A

#### Girone di andata
| Abano Terme 23 giugno 1968, ore 21:30 1ª giornata       | Abano Milano | 0 – 2                 | Bologna CF | Stadio delle Terme |
| \| \| \| \| \| \| Marcatori \| 5’ Nonni 10’ Provvedi \| |              |                       |            |                    |
|                                                         |              |                       |            |                    |
|                                                         | Marcatori    | 5’ Nonni 10’ Provvedi |            |                    |

| Vimodrone 30 giugno 1968 2ª giornata                          | Inter Vimodrone | 0 – 3                       | Abano Milano | Campo Sportivo Comunale |
| \| \| \| \| \| \| Marcatori \| Pantano 1 ?'’, 2 '?’, 3 '?’ \| |                 |                             |              |                         |
|                                                               |                 |                             |              |                         |
|                                                               | Marcatori       | Pantano 1 ?'’, 2 '?’, 3 '?’ |              |                         |

| 7 luglio 1968 3ª giornata |  | – Riposo |  |  |

| Arbitro: | Paoletto (Ferrara) |

|                                             |           |  |
| Ferranti 8’, 40’ Pantano 20’, 45’ Mauri 55’ | Marcatori |  |

| Arbitro: | Fava (Modena) |

|  |           |                           |
|  | Marcatori | 23’ Ferranti 49’ Morbiato |

#### Girone di ritorno
| Bologna 1º settembre 1968 6ª giornata | Bologna CF | 4 – 0 | Abano Milano |  |

| Abano Terme 8 settembre 1968 7ª giornata | Abano Milano | 2 – 0 A tav. per rinuncia | Inter Vimodrone | Stadio delle Terme |

| 15 settembre 1968 8ª giornata |  | – Riposo |  |  |

| 22 settembre 1968 9ª giornata | Juventus Val di Lanzo | 0 – 4 | Abano Milano |  |

| Abano Terme 29 settembre 1968 10ª giornata                                     | Abano Milano | 5 – 0 | Pilastro | Stadio delle Terme |
| \| \| \| \| \| Zappella 7’, 15’ Rocchi 25’ Pantano 48’, 58’ \| Marcatori \| \| |              |       |          |                    |
|                                                                                |              |       |          |                    |
| Zappella 7’, 15’ Rocchi 25’ Pantano 48’, 58’                                   | Marcatori    |       |          |                    |

### Statistiche di squadra
| Competizione | Punti | In casa | In casa | In casa | In casa | In casa | In casa | In trasferta | In trasferta | In trasferta | In trasferta | In trasferta | In trasferta | Totale | Totale | Totale | Totale | Totale | Totale | DR  |
| Competizione | Punti | G       | V       | N       | P       | Gf      | Gs      | G            | V            | N            | P            | Gf           | Gs           | G      | V      | N      | P      | Gf     | Gs     | DR  |
| ------------ | ----- | ------- | ------- | ------- | ------- | ------- | ------- | ------------ | ------------ | ------------ | ------------ | ------------ | ------------ | ------ | ------ | ------ | ------ | ------ | ------ | --- |
| Serie A UISP | .     | .       | .       | .       | .       | .       | ..      | ..           | .            | .            | .            | ..           | ..           | .      | .      | .      | .      | ..     | ..     | -.. |

### Libri
- Lino Coppola, Rassegna del calcio femminile, Salerno, Arti Grafiche Boccia S.r.l., 1972.
- Bruno Migliardi, Storia del calcio femminile (1968-1973), Roma, Stab. Tipolitografico Edigraf, 1974.

### Giornali
La Gazzetta dello Sport, 1968, consultabile presso le Biblioteche:.
- Biblioteca Civica di Torino;
- Biblioteca Nazionale Braidense di Milano,
- Biblioteca comunale centrale di Milano,
- Biblioteca Civica Berio di Genova,
- Biblioteca Nazionale Centrale di Firenze,
- Biblioteca Nazionale Centrale di Roma.